# Alois Berla
Alois Berla, gebürtig Alois Scheichl, (* 7. März 1826 in Wien, Kaisertum Österreich; † 16. (17.?) Februar 1896 in Wien, Österreich-Ungarn) war ein österreichischer Schriftsteller und Schauspieler.

## Leben und Wirken
Berla erhielt eine musikalische Ausbildung und wurde Sänger. Am Theater an der Wien war er ab 1848 als Schauspieler tätig. Im gleichen Jahr verfasste er sein erstes Theaterstück Der letzte Zopf, das am Deutschen Theater in Pest uraufgeführt wurde.
Bekannt wurde Berla als Autor und Bearbeiter beliebter Volksstücke und Possen. Er schrieb mehr als 130 Bühnenwerke und darüber hinaus Libretti für die Operette, die von Franz von Suppè, Anton M. Storch, Carl Millöcker und Adolf Müller senior vertont wurden.
Sein Sohn Anton Berla war als Maler bekannt.

## Werke (Auswahl)
- Der letzte Zopf, 1848
- Drei Paar Schuhe, 1871
- Plausch net Pepi, 1878